# デイヴィッド・リンジー (第9代クロフォード伯爵)
第9代クロフォード伯爵デイヴィッド・リンジー（英語: David Lindsay, 9th Earl of Crawford PC、1558年9月20日没）は、スコットランド貴族。第8代伯爵と第10代伯爵ともに遠縁にあたることから、「書き入れ伯爵」（The interpolated Earl）と呼ばれた。彼のヤンガーソンの家系はやがて分家バルカレス伯爵家を興した。

## 生涯
ウォルター・リンジー（Walter Lindsay、1513年のフロドゥンの戦いで戦死）の息子として生まれた。
第8代クロフォード伯爵デイヴィッド・リンジーの長男アレグザンダーが父殺しで1531年に有罪判決を受け、継承権を失ったため、第8代クロフォード伯爵は1541年10月16日に遠戚にあたるデイヴィッド・リンジー（第3代クロフォード伯爵デイヴィッド・リンジーの男系子孫にあたる）を後継者に指名、翌1542年11月27日に第8代クロフォード伯爵が死去するとデイヴィッド・リンジーはクロフォード伯爵位を継承した。ほかにも多くの領地を継承していたが、領地からの収入の多くを領地に対する負担(incumbrances)の解消に使用した。また、次代のクロフォード伯爵には自身の息子ではなく継承権を失った第8代クロフォード伯爵の長男アレグザンダーの息子デイヴィッドを指名した。
1542年から1543年にかけてスコットランド王国議会の議員を務め、1546年にはスコットランド枢密院の枢密顧問官に任命された。
1558年9月20日にインヴァマーク城で死去、エゼルで埋葬された。第9代クロフォード伯爵の指名通り、第8代クロフォード伯爵の長男アレグザンダーの息子デイヴィッドが爵位を継承した。

## 家族
1535年6月12日までにジャネット・グレイ（Janet Gray、初代グレイ卿アンドルー・グレイの息子パトリック・グレイの娘）と結婚したが、2人の間に子供はいなかった。
1549年、キャサリン・キャンベル（Catherine Campbell、1578年10月1日没、第2代アーガイル伯爵アーチボルド・キャンベルの息子サー・ジョン・キャンベルの娘）と再婚、5男2女をもうけた。
- デイヴィッド（英語版）（1610年12月15日没） - スコットランド民事控訴院（英語版）の裁判官としてエゼル卿の称号を使用。1570年3月以降、ヘレン・リンジー（Helen Lindsay、1579年12月没、第10代クロフォード伯爵デイヴィッド・リンジーの娘）と結婚、子供あり。1585年12月1日以降、イソベル・フォーブス（Isobel Forbes、アーサー・フォーブスの娘）と再婚、子供あり
- ジョン（英語版）（1598年9月3日没） - スコットランド民事控訴院の裁判官としてメンミュア卿の称号を使用。1581年11月29日、マリオン・ガスリー（Marion Guthrie、1592年7月16日以降没、アレグザンダー・ガスリーの娘）と結婚、子供あり。1590年2月7日、ジェーン・ローダー（Jane Lauder）と再婚。1人目の妻とともに第23代クロフォード伯爵アレグザンダー・リンジーの先祖。彼の次男デイヴィッド（英語版）は1633年にバルカレスのリンジー卿に叙された人物[3]。その子アレグザンダー（英語版）は初代バルカレス伯爵。
- ウォルター（英語版）（1605年没） - 第12代クロフォード伯爵デイヴィッド・リンジーに殺害される。マーガレット・キャンベル（Margaret Campbell）と結婚、子供あり
- ジェイムズ（1580年6月15日没）
- ロバート（1596年秋没） - 2度結婚した。1人目の妻との間で子供あり
- エリザベス（1585年5月没） - 1572年10月21日までに第3代ドラモンド卿パトリック・ドラモンド（英語版）と結婚、子供あり
- マーガレット（1589年6月15日以降没） - 1580年10月6日、初代アソル伯爵ジョン・ステュアート（英語版）と結婚、子供あり